# Jackie Shroff
Jaikishen Kakubhai "Jackie" Shroff (sinh 1 tháng 2 năm 1957) là một nam diễn viên người Ấn Độ. Ông hoạt động trong nền công nghiệp điện ảnh Hindi (Bollywood) gần bốn thập kỷ, tính đến  năm 2015 ông đã xuất hiện trong 207 bộ phim của mười ngôn ngữ (Hindi, Konkan, Kannada, Marathi, Oriya, Punjabi, Bengali, Malayalam, Tamil, Telugu).

## Phim thực hiện
| Năm  | Phim                         | Nhân vật                           | Ghi chú                                  |
| ---- | ---------------------------- | ---------------------------------- | ---------------------------------------- |
| 1983 | Hero                         | Jackie Dada / Jai Kishan           |                                          |
| 1984 | Andar Baahar                 | Inspector Ravi                     |                                          |
| 1984 | Yudh                         | Inspector Vikram (Vicky)           |                                          |
| 1985 | Teri Meherbaniyan            | Ram                                |                                          |
| 1985 | Shiva Ka Insaaf              | Shiva / Bhola                      |                                          |
| 1985 | Jaanoo                       | Ravi / Jaanoo                      |                                          |
| 1986 | Palay Khan                   | Palay Khan                         |                                          |
| 1986 | Allah Rakha                  | Allah Rakha / Iqbal Anwar          |                                          |
| 1986 | Karma                        | Baiju Thakur                       |                                          |
| 1989 | Ram Lakhan                   | Inspector Ram Pratap Singh         |                                          |
| 1989 | Parinda                      | Kishan                             | Filmfare Award for Best Actor            |
| 1989 | Tridev                       | Ravi Mathur                        |                                          |
| 1989 | Vardi                        | Jai / Munna                        |                                          |
| 1991 | 100 Days                     | Kumar                              |                                          |
| 1991 | Saudagar                     | Vishal                             |                                          |
| 1992 | Dil Hi To Hai                | Harshvardan / Govardan             |                                          |
| 1993 | King Uncle                   | Ashok Bansal                       |                                          |
| 1993 | Khalnayak                    | Inspector Ram Kumar Sinha          |                                          |
| 1993 | Aaina                        | Ravi Saxena                        |                                          |
| 1993 | Gardish                      | Shiva Sathe                        |                                          |
| 1994 | 1942: A Love Story           | Shubshankar                        | Filmfare Award for Best Supporting Actor |
| 1995 | Trimurti                     | Shakti Singh                       |                                          |
| 1995 | Rangeela                     | Raj Kamal                          | Filmfare Award for Best Supporting Actor |
| 1997 | Border                       | Wing Commander Anand (Andy) Bajwa  |                                          |
| 1997 | Aar Ya Paar                  | Shekhar Khosla                     |                                          |
| 2009 | Raaz – The Mystery Continues | Veer Pratap                        |                                          |
| 2009 | Veer                         | Vua Madhavgarh, cha của Yashodhara |                                          |
| 2012 | Anna Bond                    | Charlie                            |                                          |
| 2013 | Shootout at Wadala           | Cảnh sát Ủy viên                   |                                          |
| 2013 | Dhoom 3                      | Iqbal Khan                         |                                          |
| 2014 | Kochadaiyaan                 | Raja Mahendran                     |                                          |
| 2014 | Gang of Ghosts               | Don                                |                                          |
| 2014 | Happy New Year               | Charan Grover                      |                                          |
| 2015 | Brothers                     | Garson Fernandes                   |                                          |
| 2015 | Jazbaa                       | Home Minister Mahesh Maklai        |                                          |
| 2015 | Dirty Politics               | Mukhtiar Khan                      |                                          |
| 2016 | Housefull 3                  | Urja Nagre                         |                                          |
| 2017 | Sarkar 3                     | Michael Vallya                     |                                          |